# 澳門大潭山碎屍案
2021年澳門大潭山碎屍案是指在2021年6月11日在澳門氹仔和路氹城一帶發生的一宗謀殺和肢解屍體的命案，同時是繼2021年5月7日於路氹城某酒店發生的謀財害命兇殘命案後第二宗同類型案件。疑兇王某將一名從事“換錢黨”非法工作的女子被殺害，被殺後疑兇將其進行肢解並裝入行李箱內，其後在氹仔嘉樂庇總督馬路近大潭山觀景台旁邊的行人天橋山腳下棄屍，翌日 (2021年6月12日) 早上被一名市政署清潔工人揭發該案件。

## 案件經過
疑兇於2021年6月5日入境澳門，而死者於2021年6月7日入境澳門。2021年6月11日下午，疑兇於路氹城某酒店誘騙一名從事「換錢黨」工作的中國大陸籍女子即死者到房間進行非法兌換，換錢期間「謀財害命」，與死者發生爭塊隨後更將其殺害，隨後將其進行肢解成十段。
隨後在同日晚上，疑兇在肢解後計劃棄屍，於是截一輛的士前往棄屍地點，而疑兇在乘坐的士時更向的士司機要求改變目的地並對其要求“兜路”。
有讀者更向本地紙媒獨家爆料供出案發經過，指出一名的士司機曾經接載該客人 (疑兇)，而該客人抬著一篋東西，更形容該東西看似「好重的」，他續稱，該行家打算幫他搬，但他又急急腳抬了上車。而該名乘客坐車時是坐在司機旁的坐位，身上更發出一股氣味，司機更忍受不了而開窗。而疑兇當時上車是說要去XX酒店，但行家心想，由某賭場去XX酒店非常近，因此感到非常不爽。然後他把客人送到XX酒店後，該客人又嚷著說不是這裡，該行家已感到生氣，更駁斥那乘客，而那乘客則不斷指著前方說：「前面啊，前面啊」，那行家司機心想：「前面是要過海，他到底是想要怎樣的？」於是便按那乘客的意思，把他載過海 (往澳門)。其後疑兇在過海後要求司機返回大潭山。而該司機心想：疑兇最後決定「又返回大潭山？真的假的，他是不是在搞事情呢？」，而最後，行家司機也把那名怪怪的乘客送去大潭山，車費也是成功收到。
後來該行家司機回家後，過了兩天看新聞才知「中招」，揭發疑兇在氹仔嘉樂庇總督馬路近大潭山觀景台旁邊的行人天橋山腳進行棄屍，那名乘客原來是載住人體殘肢在他的車上，他之後便在群組「大呻」這件事。而這輛「涉事」的士現況如何？該司機指，「涉事」的士現時在有陽光的時間仍有司機駕駛載客，他說：「聽說，現時暫時晚上沒有人開那輛車，要過多一段時間，等事情過去。」

## 揭發案件
2021年6月12日，一名市政署外判清潔工人，在近澳電貨倉旁邊，通往大潭山梯間的山坡，進行清理樹葉工作期間，發現人體殘肢，於是報警。案件隨之被揭發。

## 破案經過
2021年6月12日，司警證實嫌犯於當天下午4時，經關閘離境。隨即透過粵澳警務聯絡機制，請求中國大陸公安部協助調查。結果案件火速偵破，於24小時內成功拘捕疑兇。在公安部統一指揮下，廣東省公安廳協調和珠海市公安局部署，於同年6月13日凌晨，在廣東省中山市緝捕王某歸案。調查期間，疑兇承認殺人分屍，並搶走死者財物。

## 調查
2021年6月12日，司警抵達兇案現場調查後，在山坡位置發現數袋被樹幹壓住的人體殘肢，懷疑涉及兇殺，即時啟動嚴重案件現場勘查程序。警員其後在山坡先後發現多件人體殘肢，以及內有證件和染有血漬衣服的背包，經法醫檢查，各屍塊切割面初步脗合，估計死亡時間約12小時。
司警經過深入調查，確定疑兇於6月11日晚上至12日凌晨期間進行棄屍。再經大規模調查後，司警發現一名形跡可疑男子於2021年6月11日晚上10 時，乘搭的士於氹仔中區下車，並手拖行李箱向棄屍地點方向步行，並且拖拉行李箱時表現吃力，反映行李箱請有一定重量；稍後兇嫌又乘搭另一輛的士返回路氹某酒店，但發現當時其所拖拉行李箱的重量已減輕。司警亦對案發房間進行勘查，經肉眼判斷並無異樣，相信房間已被清潔過。但經刑事技術廳專家勘查後，發現洗手間有大量血跡存在，相信酒店房間是第一案發現場，同時在氹仔中區垃圾站及酒店附近草叢起出4把刀、1把剪刀及1個行李篋。由於仍欠缺死者軀幹，司警經進一步調查分析後，最終於棄屍地點對面馬路100米外約十米高、五米深的陡峭山坡發現被枕頭袋包裹的屍體軀幹，並相信已尋回所有殘肢。
司警相信該男子為搶劫財物殺害女事主，並於路氹某酒店房間以利器將她肢解為十件，以行李箱運往大潭山邊棄屍，疑犯將由中國大陸廣東省公安廳處理。破案過程中，司警透過天眼和周邊錄像，到路氹某酒店房間搜查，發現房間廁所有被清理痕跡，但經法證檢驗得知廁所曾滿布大量血漬，相信為肢解女事主的第一現場，司警鎖定租用房間的王姓疑犯資料。

## 審判
目前案件未有最新的審判程序或過程。

## 備註
1. ↑  「換錢黨」是指一些拿著大量港幣現金，在中國大陸辦理POS機以及下載微信、支付寶，爲賭客兌換港幣現金賺取差價的人員